# BATTLE KING!! Map of The Mind -序奏・終奏-
『BATTLE KING!! Map of The Mind -序奏・終奏-』（バトルキング!! マップ・オブ・ザ・マインド -じょそう・しゅうそう-）は、2025年に前後編2部作で公開された日本の青春ダンスアクション映画（前編「序奏」：2025年2月14日公開、後編「終奏」：同年3月14日公開）。2023年公開の前作『バトルキング!! -We'll Rise Again-』の直接の続編であり、ダンス＆ボーカルグループ「ONE N’ ONLY」のメンバー6名が主演を務める。加えて「BUDDiiS」など恵比寿学園男子部（EBiDAN）所属の若手アーティストが多数共演し、総勢20名規模のキャストが集結した。監督は瀧川元気が続投し、喧嘩に明け暮れた不良少年たちが「仲間」と「ダンス」を通じて夢に向かって成長していく姿を描く青春群像劇となっている。ダンスパフォーマンスと激しいアクション、友情ドラマを融合させたエンターテインメント作品で、配給はSDP（スターダストピクチャーズ）が担当した。

## ストーリー
かつて喧嘩ばかりの日々を送っていた不良少年・高坂源二郎（山下永玖）はダンスと仲間に出会い、更生してダンスチーム「Jackpoz（ジャックポーズ）」を結成する。源二郎たちは「ダンスで世界一になる」という夢に向かって邁進していたが、その前に過去の宿敵だった山縣虎太郎（森愁斗）が再び姿を現す。虎太郎は地下ファイトクラブ「KNOCK OUT」で頭角を現していたが、実権を握る柴田風磨（西山潤）と浅井静空（小南光司）の配下に置かれていた。一方で、2年前に虎太郎を負傷させ少年院に送致されていた直江龍之介（高尾楓弥）が出所し、兄の愛之助（高尾颯斗）や源二郎たちJackpozメンバーに迎え入れられる。しかし、龍之介は「もう喧嘩はしない」と誓いダンスに打ち込む仲間たちの変化についていけず戸惑いを深める。そんな折、虎太郎の背後にいる柴田と浅井がJackpozに干渉し始め、居場所を見失いかけた龍之介に巧みに接近して揺さぶりをかける。葛藤する龍之介を救い出したい源二郎たちだが、もし敵対勢力と揉め事を起こせば、大会出場という「夢」を諦めねばならない事態にもなりかねない。仲間の夢を守るか、それとも大切な仲間そのものを守るか――源二郎は究極の選択を迫られ、友情と夢の間で苦悩する。

## 登場人物
高坂 源二郎（こうさか げんじろう）
演 - 山下永玖（ONE N' ONLY）、芳賀柊斗（中学生時代）（Lienel）
物語の主人公。元不良で喧嘩に明け暮れていたが、仲間と出会って心機一転しダンスチーム「Jackpoz」を結成する。仲間と共にダンスで世界の頂点を目指す真っ直ぐな熱血漢。
直江 愛之助（なおえ あいのすけ）
演 - 高尾颯斗（ONE N' ONLY）、高岡ミロ（中学生時代）（Lienel）
Jackpozの副リーダー的存在で、源二郎の良き盟友。冷静沈着な性格で仲間からの信頼も厚い。弟の龍之介を誰より案じている。2年前、愛之助が襲われた復讐のため弟の龍之介が虎太郎を負傷させる事件が起きている。
甲斐 玄武（かい げんぶ）
演 - 草川直弥（ONE N' ONLY）、近藤駿太（中学生時代）（Lienel）
Jackpozのメンバー。仲間内では穏やかなムードメーカーで、チームの和を保つ潤滑油的存在。ダンスの実力も高い。
鞍馬 憲一郎（くらま けんいちろう）
演 - 上村謙信（ONE N' ONLY）、中村旺太郎（中学生時代）（ICEx）
Jackpozのメンバー。不良時代から源二郎に付き従う喧嘩自慢で、仲間思いの硬派な性格。
真田 晋作（さなだ しんさく）
演 - 関哲汰（ONE N' ONLY）、筒井俊旭（中学生時代）（ICEx）
Jackpozのメンバー。頭脳派で計画性があり、チームを陰で支える参謀役。冷静な判断で仲間をサポートする。
早乙女 以蔵（さおとめ いぞう）
演 - 沢村玲（ONE N' ONLY）、志賀李玖（中学生時代）（ICEx）
Jackpozのメンバー。激情型で負けん気が強いが仲間想い。上杉俊とは犬猿の仲でしばしば衝突するものの、いざという時には共闘する。
南部 美人（なんぶ びじん）
演 - 小川史記（BUDDiiS）
Jackpozの最年長メンバーで、本名不明のニックネームが特徴。仲間たちを優しく見守る兄貴分的存在。前作から引き続きチームを支える頼れる先輩であり、時にメンバーに的確な助言を与える。
直江 龍之介（なおえ りゅうのすけ）
演 - 高尾楓弥（BUDDiiS）、山本龍人（中学生時代）（ICEx）
愛之助の弟。兄想いだが直情的な一面があり、虎太郎を負傷させ少年院送致となった過去を持つ。出所後、暴力を捨てて夢を追う兄や源二郎たちの変化に戸惑い、敵対勢力から誘惑を受けて心が揺れる。
木下 雄太（きのした ゆうた）
演 - 野瀬勇馬（BUDDiiS）
虎太郎が率いる不良グループ「山縣一派」のメンバー。粗暴だが忠誠心が高く、秋山信吾と共に虎太郎の片腕を務める。
秋山 信吾（あきやま しんご）
演 - 大槻拓也（BUDDiiS）
山縣一派の一員で、雄太と行動を共にする不良。寡黙ながら闘争心に溢れ、虎太郎の指示のもとJackpozに敵対する。
山縣 虎太郎（やまがた とらたろう）
演 - 森愁斗（BUDDiiS）
山縣一派の一員で、雄太と行動を共にする不良。寡黙ながら闘争心に溢れ、虎太郎の指示のもとJackpozに敵対する。
伊達 一男（だて かずお）
演 - 武藤潤（原因は自分にある。）
Jackpozの協力者で、前作からの仲間の一人。物腰柔らかで温厚な青年。南部美人と共にチームの良き相談相手となり、陰でJackpozを支える。
上杉 俊（うえすぎ しゅん）
演 - 曽野舜太（M!LK）
Jackpozの協力者。プライドが高く短気な性格で、早乙女以蔵とは反目し合っている。しかし物語終盤では確かな友情を見せ、Jackpozに力を貸す熱い一面もある。
山縣 楓麟（やまがた ふうりん）
演 - 汐谷友希
虎太郎の妹。兄の虎太郎以上に喧嘩の腕が立ち、朱雀と共にJackpozに襲いかかる。冷静沈着だが内に激情を秘めており、兄弟の因縁に深く関与するキーパーソン。
山縣 朱雀（やまがた すざく）
演 - 簡秀吉
虎太郎の実兄。伝説的な不良で「最恐最悪」と恐れられる存在。虎太郎でさえ頭が上がらない圧倒的な強さを持ち、Jackpozの前に最大の障壁として立ち塞がる。
浅井 静空（あさい しずく）
演 - 小南光司
朱雀の仲間で、ファイトクラブ「KNOCK OUT」を牛耳る実力者の一人。ミステリアスな雰囲気を漂わせ、無言で相手を威圧する寡黙な男。強烈な蹴り技を武器に戦う。
柴田 風磨（しばた ふうま）
演 - 西山潤
朱雀の側近で、「KNOCK OUT」の実権を握る策士。冷酷非情な性格で、圧倒的な体格と怪力を誇る。虎太郎ですら彼には逆らえず、Jackpoz壊滅のため暗躍する。

## キャスト
- 高坂源二郎: 山下永玖（ONE N' ONLY）、芳賀柊斗（中学生時代）（Lienel）
- 直江愛之助: 高尾颯斗（ONE N' ONLY）、高岡ミロ（中学生時代）（Lienel）
- 甲斐玄武: 草川直弥（ONE N’ ONLY）、近藤駿太（中学生時代）（Lienel）
- 鞍馬憲一郎: 上村謙信（ONE N’ ONLY）、中村旺太郎（中学生時代）（ICEx）
- 真田晋作: 関哲汰（ONE N’ ONLY）、筒井俊旭（中学生時代）（ICEx）
- 早乙女以蔵: 沢村玲（ONE N’ ONLY）、志賀李玖（中学生時代）（ICEx）
- 南部美人: 小川史記（BUDDiiS）
- 直江龍之介: 高尾楓弥（BUDDiiS）、山本龍人（中学生時代）（ICEx）
- 木下雄太: 野瀬勇馬（BUDDiiS）
- 秋山信吾: 大槻拓也（BUDDiiS）
- 山縣虎太郎: 森愁斗（BUDDiiS）
- 伊達一男: 武藤潤（原因は自分にある。）
- 上杉俊: 曽野舜太（M!LK）
- 山縣楓麟: 汐谷友希
- 山縣朱雀: 簡秀吉
- 浅井静空: 小南光司
- 柴田風磨: 西山潤
- ⾼坂岳夫: テイ龍進
- 武⽥校⻑: 原史奈

## スタッフ
- 監督: 瀧川元気
- 脚本: 瀧川元気、福谷圭祐
- 音楽: 鈴木栄治
- 主題歌: ONE N' ONLY 「Map of The Mind」
- アクション監督: マット奥井
- ダンス監修: 高尾颯斗
- 配給: SDP（スターダストピクチャーズ）

## 製作
前作『バトルキング!! -We'll Rise Again-』の好評を受け、続編の企画が立ち上がった。当初より物語を前後編の二部作とする構想で進められ、2024年8月22日に本作『BATTLE KING!! Map of The Mind -序奏・終奏-』が2025年に2作連続公開されることが正式発表された（主演・ストーリー概要の発表も同時に行われた）。監督の瀧川元気は引き続きメガホンを取り、脚本も瀧川と福谷圭祐のコンビが担当する。制作にあたり、前作からのテーマである「仲間との絆」に加え、新たに「兄弟の絆」を前面に押し出す方針が示された。実際にキャストには現実の兄弟である高尾颯斗（ONE N' ONLY）と高尾楓弥（BUDDiiS）が続投し、劇中でも兄弟役を再演している点が話題となった。主演のONE N' ONLYメンバー6名は「再び6人全員で主演映画に挑戦できて嬉しい」と続編決定を喜び、アクションシーンに向けて体作りやトレーニングを重ね撮影に臨んだと語っている。瀧川監督も「前作では描き切れなかったキャラクターの過去や人間関係を深掘りし、キャストの2年間の成長を表現した」と本作への自信を示した。
キャスト面では、主要人物を演じるEBiDAN所属メンバーに加え、新キャラクターとして特撮やモデル出身の若手俳優が起用された。朱雀役には『仮面ライダーギーツ』で注目を集めた簡秀吉、楓麟役には映画『メタモルフォーゼの縁側』の汐谷友希、静空役には舞台『コードギアス』の小南光司、風磨役には映画『心が叫びたがってるんだ。』の西山潤が抜擢されている。汐谷は「本格的なアクション指導は初めてで新鮮だった」と振り返り、簡は「EBiDANの方々との共演が非常に嬉しかった」と語る。小南は「アクションシーンと感情的なストーリー展開が見所」とアピールし、西山は役作りのため体重を8kg増やしたことを明かしている。ONE N' ONLYのメンバーである高尾颯斗は俳優として出演するだけでなく、本作のダンス監修も務め、自ら振付にも関わった。劇中には主要キャストがサウナで語り合うシーンが含まれており、スターダストプロモーション所属タレントの肌露出制限「スタダコード」を無視した大胆な演出として公開前から話題を集めた。主題歌「Map of The Mind」は主演のONE N' ONLYが歌唱しており、作品世界観に合わせた特別アレンジで提供された。
撮影は2024年中盤から後半にかけて行われたと見られる。2025年1月29日には東京・お台場にて前編『-序奏-』の完成披露上映会が開催され、瀧川監督と主要キャスト計17名が登壇した。イベントではキャストが続編への意気込みや撮影秘話を語り、ファンに向けて感謝の気持ちを述べている。物語上、登場人物の過去を描く回想シーンが多数盛り込まれており、その撮影のため新進気鋭の若手キャストが追加投入された。Jackpozメンバーの中学時代はEBiDANの新ユニット「Lienel」および「ICEx」のメンバーがそれぞれ演じ、山下永玖の少年期を芳賀柊斗、高尾颯斗の少年期を高岡ミロらが担当した。また、森愁斗演じる虎太郎の幼少期役として浅井陽人（EBiDAN NEXT）、汐谷友希演じる楓麟の幼少期役として山本あさひが出演し、細部までキャスティングにこだわりが見られる。こうした総勢20名に及ぶEBiDANメンバーの起用により、前作以上にスケールアップした作品世界が構築された。

## 封切り
前編「序奏」は2025年2月14日（金）より全国の劇場で公開され、1か月後の3月14日（金）から後編「終奏」が公開された。2作連続公開という特殊な形態のため、公開に向けたプロモーションも長期にわたって展開された。公開決定時にはティザービジュアルに主要キャラクター9人が並ぶポスターが制作され、2024年11月には本予告編とメインビジュアルが解禁された。渋谷駅前には登場人物15名を配した巨大広告看板が掲出され、街頭でも大々的な宣伝が行われた。前売り券（ムビチケ）にはキャストブロマイド付き前売券が発売され、ビジュアルも公開された。さらに公開直前の2025年1月2日深夜には地上波テレビ東京系列で前作『バトルキング!! -We'll Rise Again-』が初放送され、新作への予習機会が設けられた。主題歌「Map of The Mind」は公開に合わせて2月12日にデジタルリリースされ、映画映像を用いたミュージックビデオも発表された。公式SNSやYouTubeではキャラクターPVが連日公開され、Jackpozや山縣一派のメンバー紹介映像、メイキングオフショットなどが順次配信された。これらの戦略により、ファン層を中心に公開前から盛り上がりを見せた。
劇場公開初日となった2025年2月14日には、新型コロナウイルス禍以降では異例となる大規模な舞台挨拶ツアー（舞台挨拶リレー）が企画された。翌2月15日には東京・ユナイテッドシネマ豊洲で公開記念舞台挨拶が開催され、主演のONE N' ONLYメンバー6名（山下永玖・高尾颯斗・草川直弥・上村謙信・関哲汰・沢村玲）に加え、BUDDiiSメンバーの小川史記・高尾楓弥・野瀬勇馬・大槻拓也・森愁斗、そして瀧川元気監督が登壇した。総勢12名が舞台上に揃ったこの舞台挨拶では、公開初日を迎えた喜びや後編「終奏」への手応えが語られた。また前日がバレンタインデーであったことにちなみ、ファンからキャストへのチョコレートプレゼント企画も行われ会場を沸かせた。その後も2月中は東京都内を中心に舞台挨拶リレーが第4弾まで組まれ、キャストが各劇場を巡回して観客に直接感謝を伝える異例のキャンペーンが実施された。2月25日から27日には豊洲、お台場などで連日舞台挨拶が行われ、草川直弥・関哲汰・小川史記や瀧川監督ら日替わりで登壇者が登場した。後編公開直前の2月末にも舞台挨拶ファイナルが組まれ、高尾颯斗（愛之助役）、高尾楓弥（龍之介役）、沢村玲（以蔵役）らが最後の舞台挨拶に立った。このようにファンとの交流イベントを重ねることで動員の底上げを図り、公開後も連日SNS上で話題を保ち続けた。後編「終奏」公開後の3月下旬には、主要キャストによる大ヒット御礼舞台挨拶も開催されている。
公開規模は全国のシネコンを中心に中規模ながら、上映期間は一部劇場で約2か月間に及んだ。観客動員の公式な数字は発表されていないものの、舞台挨拶付き上映は即日完売となる劇場が出るなどファン人気の高さがうかがえた。一方で、一般層への浸透は限定的で、興行ランキング上位に食い込むには至らなかったとみられる。

## 評価
本作は主要キャストが所属するEBiDANファンに向けたサービス色の強い作品として受け止められた。映画評論家によるレビューは多くないが、公開直後の観客の反応やユーザーレビューは賛否両論となっている。ダンスシーンやキャストの魅力には一定の評価が集まり、「メンバーの成長したパフォーマンスを劇場で味わえる」といった肯定的な声がファンから寄せられた。一方で物語構成や演出面については批判的な意見もあり、前後編に分割したストーリー展開に関して「前編だけでは正直退屈だが、この作品の良いところは普段なかなか見ることのできないメンバーの姿が見られる点だ」と指摘するレビューも見られた。映画情報サイト「映画.com」でのユーザーレビュー平均得点は5点満点中2.2点（レビュー件数5件）に留まっている。一般的な映画作品としての評価は厳しいものの、ダンスパフォーマンスやキャスト同士の絆をスクリーンで堪能できるファンムービーとして一定の支持を得たと言える。舞台挨拶やSNS上でもファンからは「感動して泣いた」「続編を作ってくれてありがとう」といった声が上がっており、作品自体よりもキャストの魅力やライブ感に対する評価が高い傾向が見られた。製作サイドも当初からファンコミュニティに照準を当てており、結果的にコアな支持層に支えられる形で興行を終えた。全体として、本作はアイドル的要素と青春ストーリーを融合させた意欲作であり、商業的な成功こそ限定的だったものの、出演者にとってはグループの知名度向上や俳優としての飛躍につながる重要なステップとなった。